# Parlamentsvalet i Storbritannien 1886
Parlamentsvalet i Storbritannien 1886 hölls 1 juli till 27 juli 1886. Det innebar en stor omsvängning från valet 1885. Conservative Party, under ledning av Lord Salisbury, i allians med den unionistiska falang som brutit sig ur det liberala partiet, nådde absolut majoritet i underhuset, medan William Gladstones liberaler som stödde förslaget om home rule för Irland kom tvåa.
| Parti                                         | Röster    | Platser | Förändring | Andel av rösterna (%) |
| Conservative Party och Liberal Unionist Party | 1 427 627 | 393     | + 144      | 51,4                  |
| Liberal Party                                 | 1 244 683 | 192     | - 127      | 45,0                  |
| Irländska nationalister                       | 94 050    | 85      | - 1        | 3,5                   |

Totalt antal avlagda röster: 2 758 151. Alla partier med mer än 1500 röster visade.